# Mormodes oceloteoides
Mormodes oceloteoides är en orkidéart som beskrevs av S.Rosillo. Mormodes oceloteoides ingår i släktet Mormodes och familjen orkidéer. Inga underarter finns listade i Catalogue of Life.